# Pickens (Misisipi)
Pickens es un pueblo del Condado de Holmes, Misisipi, Estados Unidos. Según el censo de 2000 tenía una población de 1.325 habitantes y una densidad de población de 409,3 hab/km².

## Demografía
Según el censo de 2000, había 1.325 personas, 452 hogares y 333 familias residiendo en la localidad. La densidad de población era de 409,3 hab./km². Había 496 viviendas con una densidad media de 153,2 viviendas/km². El 11,92% de los habitantes eran blancos, el 87,70% afroamericanos, el 0,08% amerindios, el 0,08% de otras razas y el 0,23% pertenecía a dos o más razas. El 1,28% de la población eran hispanos o latinos de cualquier raza.
Según el censo, de los 452 hogares en el 34,3% había menores de 18 años, el 34,7% pertenecía a parejas casadas, el 33,8% tenía a una mujer como cabeza de familia y el 26,3% no eran familias. El 24,6% de los hogares estaba compuesto por un único individuo y el 11,1% pertenecía a alguien mayor de 65 años viviendo solo. El tamaño promedio de los hogares era de 2,93 personas y el de las familias de 3,52.
La población estaba distribuida en un 30,9% de habitantes menores de 18 años, un 11,2% entre 18 y 24 años, un 26,8% de 25 a 44, un 19,7% de 45 a 64 y un 11,4% de 65 años o mayores. La media de edad era 30 años. Por cada 100 mujeres había 89,3 hombres. Por cada 100 mujeres de 18 años o más, había 81,5 hombres.
Los ingresos medios por hogar en la localidad eran de 17.330 dólares ($) y los ingresos medios por familia eran 20.956 $. Los hombres tenían unos ingresos medios de 23.750 $ frente a los 17.574 $ para las mujeres. La renta per cápita para la ciudad era de 10.812 $. El 40,2% de la población y el 36,1% de las familias estaban por debajo del umbral de pobreza. El 51,4% de los menores de 18 años y el 41,9% de los habitantes de 65 años o más vivían por debajo del umbral de pobreza.

## Geografía
Según la Oficina del Censo de los Estados Unidos, Pickens tiene un área total de 3,4 km² de los cuales 3,2 km² corresponden a tierra firme y 0,2 km² a agua. El porcentaje total de superficie con agua es 4,62%.